# Dangriga (okręg wyborczy)
Dangriga – jednomandatowy okręg wyborczy w wyborach do Izby Reprezentantów, niższej izby parlamentu Belize. Obecnym reprezentantem tego okręgu jest polityk Zjednoczonej Partii Ludowej Ivan Ramos.
Okręg Dangriga  znajduje się dystrykcie Stann Creek i obejmuje jego stolicę miasto Dangriga.
Utworzony został w roku: 1961 jako Stan Creek Town

## Posłowie
| Rok   | Poseł           |  | Partia |
| ----- | --------------- |  | ------ |
| 1984  | Simeon Sampson  |  | PUP    |
| 1989  | Theodore Aranda |  | PUP    |
| 1993  | Russell Garcia  |  | UDP    |
| 1998  | Theodore Aranda |  | PUP    |
| 2003  | Sylvia Flores   |  | PUP    |
| 2008. | Arthur Roches   |  | UDP    |
| 2012  | Ivan Ramos      |  | PUP    |